# Międzynarodowe Mistrzostwa w Biegach Przełajowych 1970
57. Międzynarodowe mistrzostwa w biegach przełajowych – zawody lekkoatletyczne, które odbyły się 22 marca 1970 roku w Vichy we Francji. Alternatywne mistrzostwa kobiet, w których wzięły udział zawodniczki z Anglii, Walii, Szkocji, Irlandii, Kanady i Stanów Zjednoczonych, rozegrano 21 marca tego roku w Frederick w stanie Maryland w Stanach Zjednoczonych. 

## Rezultaty

### Seniorzy
Bieg rozegrano na dystansie 12,1 kilometra.

#### Indywidualnie
| Medal  | Zawodnik        | Czas        |
| Złoto  | Mike Tagg       | 36:39,8 min |
| Srebro | Gaston Roelants | 36:41,8 min |
| Brąz   | Trevor Wright   | 36:44,6 min |

#### Drużynowo
Do punktacji drużynowej liczyła się suma miejsc sześciu najlepszych zawodników każdej reprezentacji. 
| Medal  | Zawodnicy | Czas    |
| Złoto  | Anglia · Mike Tagg (1.) · Trevor Wright (3.) · Dick Taylor (4.) · Ricky Wilde (6.) · Mike Turner (7.) · Mike Baxter (14.)                     | 35 pkt  |
| Srebro | Francja · Noël Tijou (4.) · René Jourdan (10.) · Lucien Rault (11.) · Michel Bernard (15.) · Antoine Borowski (20.) · Jean-Pierre Ouine (25.) | 85 pkt  |
| Brąz   | Belgia · Gaston Roelants (2.) · Emiel Puttemans (13.) · Joseph Prinsen (19.) · Achille Vaes (29.) · Paul Thijs (30.) · André Dehertoghe (43.) | 136 pkt |

### Juniorzy
Bieg rozegrano na dystansie 7 kilometrów.

#### Indywidualnie
| Medal  | Zawodnik      | Czas        |
| Złoto  | John Hartnett | 21:57,2 min |
| Srebro | Jack Lane     | 22:05,2 min |
| Brąz   | Erik De Beck  | 22:09,2 min |

#### Drużynowo
Do punktacji drużynowej liczyła się suma miejsc trzech najlepszych zawodników każdej reprezentacji.
| Medal  | Zawodnicy                                                                 | Punkty |
| Złoto  | Anglia · Jack Lane (2.) · Jim Milton (6.) · Graham Tuck (7.)              | 15 pkt |
| Srebro | Belgia · Erik De Beck (3.) · Eddy Van Mullem (4.) · Willy van Laer (8.)   | 15 pkt |
| Brąz   | Włochy · Aldo Tomasini (9.) · Franco Fava (10.) · Franco Veronese (15.) · | 34 pkt |

### Kobiety (Vichy)
Bieg rozegrano na dystansie 3 kilometrów.

#### Indywidualnie
| Medal  | Zawodniczka      | Czas        |
| Złoto  | Paola Pigni      | 10:38,4 min |
| Srebro | Zofia Kołakowska | 10:39,2 min |
| Brąz   | Ilja Keizer      | 10:43,8 min |

#### Drużynowo
Do punktacji drużynowej liczyła się suma miejsc czterech najlepszych zawodniczek każdej reprezentacji.
| Medal  | Zawodniczki                                                                                              | Punkty |
| Złoto  | Holandia · Ilja Keizer (3.) · Anneloes Bosman (4.) · Berny Lenferink (5.) · Anneke de Lange (7.)         | 19 pkt |
| Srebro | Francja · Nicole Chassagneux (6.) · Claudette Brouard (10.) · Joëlle Audibert (11.) · Eliane Rieuf (12.) | 39 pkt |
| Brąz   | Włochy · Paola Pigni (1.) · Teresa Testerini (8.) · Zina Boniolo (16.) · Margherita Gargano (20.)        | 45 pkt |

### Kobiety (Frederick)
Bieg rozegrano na dystansie 4 kilometrów.

#### Indywidualnie
| Medal  | Zawodniczka  | Czas        |
| Złoto  | Doris Brown  | 15:04,4 min |
| Srebro | Rita Lincoln | 15:11 min   |
| Brąz   | Thelma Fynn  | 15:14 min   |

#### Drużynowo
Do punktacji drużynowej liczyła się suma miejsc czterech najlepszych zawodniczek każdej reprezentacji.
| Medal  | Zawodniczki                                                                                               | Punkty |
| Złoto  | Anglia · Rita Lincoln (2.) · Barbara Banks (4.) · Joan Page (5.) · Gillian Tivey (7.)                     | 18 pkt |
| Srebro | Stany Zjednoczone · Doris Brown (1.) · Francie Larrieu (13.) · Pamela Bagian (14.) · Cheryl Bridges (18.) | 46 pkt |
| Brąz   | Irlandia · Ann O’Brien (9.) · Peggy Mullins (10.) · Deirdre Foreman (12.) · Jane McNicholl (18.)          | 48 pkt |